# Immersione continua
In matematica, un'immersione continua di uno spazio normato in un altro spazio normato avviene per mezzo di una funzione di inclusione continua tra i due spazi. Si dice che il primo spazio è immerso continuamente o con continuità nel secondo. Diversi teoremi di immersione di Sobolev sono teoremi di immersione continua.

## Definizione
Siano {\displaystyle X} e {\displaystyle Y} due spazi normati, con norme {\displaystyle \|\cdot \|_{X}} e {\displaystyle \|\cdot \|_{Y}} rispettivamente, tali che {\displaystyle X\subseteq Y}. Se la funzione d'inclusione:
{\displaystyle i:X\hookrightarrow Y:x\mapsto x}
è continua, cioè se esiste una costante {\displaystyle C\geq 0} tale che:
{\displaystyle \|x\|_{Y}\leq C\|x\|_{X}}
per ogni {\displaystyle x\in X}, allora {\displaystyle X} è immerso continuamente in {\displaystyle Y}.